# Start:bausparkasse (Deutschland)
Die start:bausparkasse war eine deutsche Bausparkasse mit Sitz in Hamburg.

## Geschichte
Das Unternehmen ging aus der 1972 in Hamburg gegründeten Deutscher Ring Bausparkasse AG hervor, einem Unternehmen der Basler Versicherungen und der Signal Iduna Gruppe, wobei die wirtschaftliche Führung bei der Basler Versicherung lag.
Im Dezember 2017 wurde das Unternehmen an die BAWAG Group verkauft. Die BAWAG Group ist die börsennotierte Holdinggesellschaft der BAWAG P.S.K. mit Sitz in Wien. Das Closing des Verkaufes war am 4. September 2018. Seit Januar 2019 firmierte das Unternehmen als start:bausparkasse.
Im Dezember 2023 wurde über den Verkauf der start:bausparkasse an die Wüstenrot Bausparkasse AG berichtet. Nach erteilter Zustimmung durch die Aufsichtsbehörden erfolgte am 1. Juli 2024 der Eigentumsübergang (Change of Control). Mit Eintragung bei den Registergerichten wurde der Verschmelzungsprozess per 2. September 2024 vollständig abgeschlossen.